# Silene ibosii
Silene ibosii är en nejlikväxtart. Silene ibosii ingår i släktet glimmar, och familjen nejlikväxter.

## Underarter
Arten delas in i följande underarter:
- S. i. grosiana
- S. i. ibosii